# Partenaire particulier (chanson)
Pour le groupe, voir Partenaire particulier.
Singles de Partenaire particulier
Je n'oublierai jamais
(1986)
Partenaire particulier est une chanson écrite, composée et interprétée par le groupe de new wave français éponyme. Elle est sortie en fin 1985 sur le label Chris'Music en tant que premier single de leur premier album Jeux interdits (1986).
C'est la chanson qui a fait connaître le groupe éponyme, se classant à la troisième place du Top 50 en mai 1986 et se certifiant disque d'or avec plus de 500 000 45 tours vendus. Partenaire particulier est la chanson phare du groupe.

## Contexte et sortie
Éric Fettweis, passionné de la musique new wave, forme avec le chanteur Dominique Delaby le groupe Partenaire particulier à la fin de l'année 1983. L'année suivante, Pierre Béraud-Sudreau les rejoint. Après plusieurs concerts effectués en Gironde, ils enregistrent en 1985 plusieurs maquettes qu'ils envoient à différentes maisons de disques parisiennes. L'une d'entre elles retient l'attention du label Chris'Music : Partenaire particulier,. 
Dans une entrevue accordée à Télé-Loisirs, Éric Fettweis explique l'inspiration à l'origine de Partenaire particulier : « C'est venu assez naturellement ! Je me suis inspiré des petites annonces qui paraissaient dans certains journaux à l'époque et qui étaient un peu dans ce style-là. C'était Tinder avant l'heure ».
La chanson, dont le titre reprend le nom du groupe, sort fin 1985 en 45 tours et rencontre le succès en France, atteignant la troisième place du Top 50 en mai de l'année suivante. Le 45 tours s'est vendu à plus de 500 000 exemplaires, ce qui a permis au groupe d'obtenir un disque d'or.

## Liste des titres
Toutes les chansons sont écrites et composées par Dominique Delaby, Pierre Béraud-Sudreau et Éric Fettweis.
| 1. | Partenaire particulier                         | 4:10 |
| 2. | Partenaire particulier (version instrumentale) | 4:10 |

## Crédits
Crédits adaptés de Discogs.
- Dominique Delaby – chant, paroles, composition
- Pierre Béraud-Sudreau – chant, paroles, composition
- Éric Fettweis – chant, paroles, composition
- Steve Prestage – mixage
- Christian Gulluni – ingénieur du son
- Thierry Durbet – réalisation artistique
- Bernard Jaspar – photographie

## Classements et certifications
| Classement (1986)         | Meilleure position |
| ------------------------- | ------------------ |
| Europe (European Hot 100) | 27                 |
| France (SNEP)             | 3                  |

| Classement (2010)                          | Meilleure position |
| ------------------------------------------ | ------------------ |
| Belgique (Wallonie Back Catalogue Singles) | 14                 |

| Classement (1986)          | Position |
| -------------------------- | -------- |
| Europe (Eurochart Hot 100) | 68       |
| France (SNEP)              | 16       |

### Certifications
| Pays          | Certification | Date | Ventes certifiées |
| ------------- | ------------- | ---- | ----------------- |
| France (SNEP) | Or            | 1986 | 500 000           |

## Historique de sortie
| Pays    | Date | Format                     | Label                                  |
| ------- | ---- | -------------------------- | -------------------------------------- |
| France, | 1985 | - 45 tours - maxi 45 tours | Disques Chris'Music (distribution WEA) |

## Reprises
Didier Super l'a reprise en 2001.